# Kensett Township (comté de Worth, Iowa)
Kensett Township est un township du comté de Worth en Iowa, aux États-Unis,.
Il est fondé en 1876.

## Source de la traduction
- (en) Cet article est partiellement ou en totalité issu de l’article de Wikipédia en anglais intitulé « Kensett Township, Worth County, Iowa » (voir la liste des auteurs).